# Helina evecta
Helina evecta este o specie de muște din genul Helina, familia Muscidae. A fost descrisă pentru prima dată de Harris în anul 1780. Conform Catalogue of Life specia Helina evecta nu are subspecii cunoscute.

## Galerie

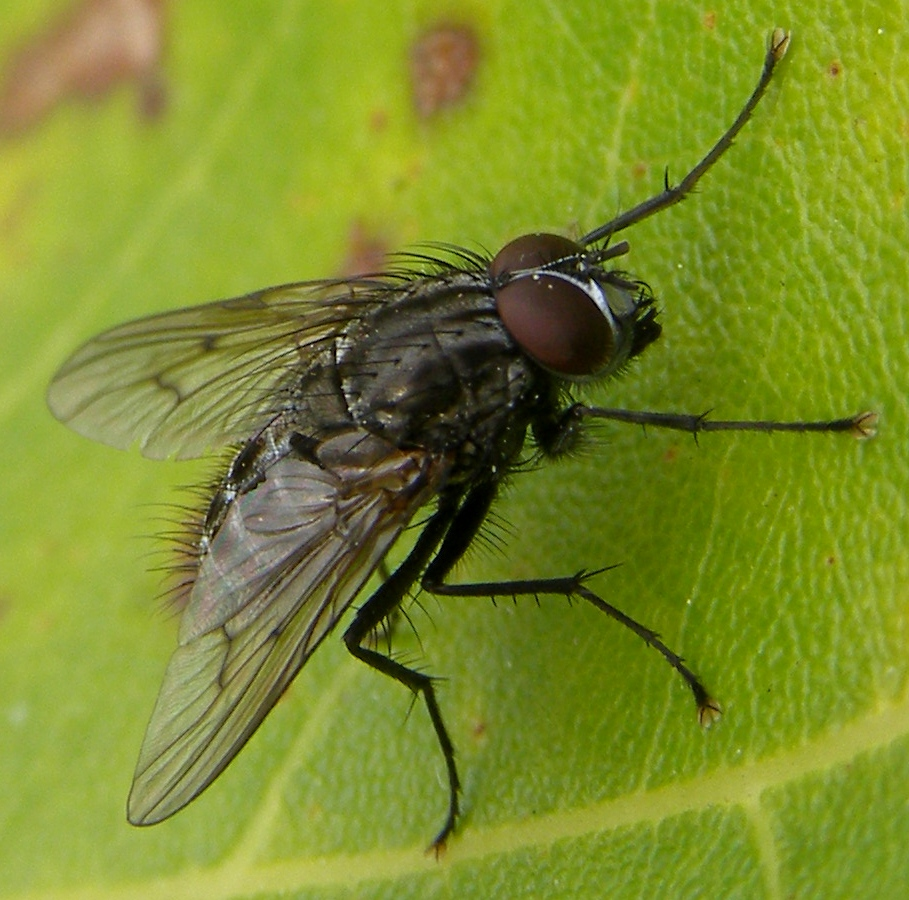